# Heimbach (Schwäbisch Hall)

Heimbach mit zwei nahegelegenen Burgen in einer Haller Chronik um 1600.

Heimbach ist ein Ortsteil von Heimbachsiedlung / Teurershof, einem Stadtteil von Schwäbisch Hall.

## Geschichte
Im Jahr 1300 wurde Heimbach (Hainbach) erwähnt. Sowohl die Johanniter als auch die Reichsstadt Hall, die die Oberhoheit beanspruchte, hatten Besitz in Heimbach.
Vor seiner Eingemeindung nach Schwäbisch Hall am 1. Januar 1978 gehörte Heimbach zu Michelfeld.

## Burg
In dem Ort ist eine abgegangene Burg der Herren von Heimbach bzw. Hainbach belegt, die auch als Burg zum Wiesenstein bezeichnet wurde. Die Herren von Heimbach sind vom 13. Jahrhundert bis zum 16. Jahrhundert belegt. Es waren vermutlich Stammverwandte der Schlez (Schletz). Steine der Burg wurden zum Bau des Teurershofes in Schwäbisch Hall verwendet.
Dieser Hof im heutigen Teurerweg 2 bestand 1827 aus einem Wohnhaus mit fünf Stallungen und weiteren Nebengebäuden sowie Grundbesitz und gehörte damals der Armenverwaltung Hall. Mittlerweile beherbergt er eine Freie Waldorfschule. Unter dem Namen Teurershof ist heute auch ein Pflegestift bekannt.

## Persönlichkeiten
- Ottmar Schmidt (* 1835 in Heimbach; † 1903 in Stuttgart), Apotheker und Professor an der Veterinärmedizinischen Hochschule in Stuttgart